# Mistrovství světa v atletice 1991

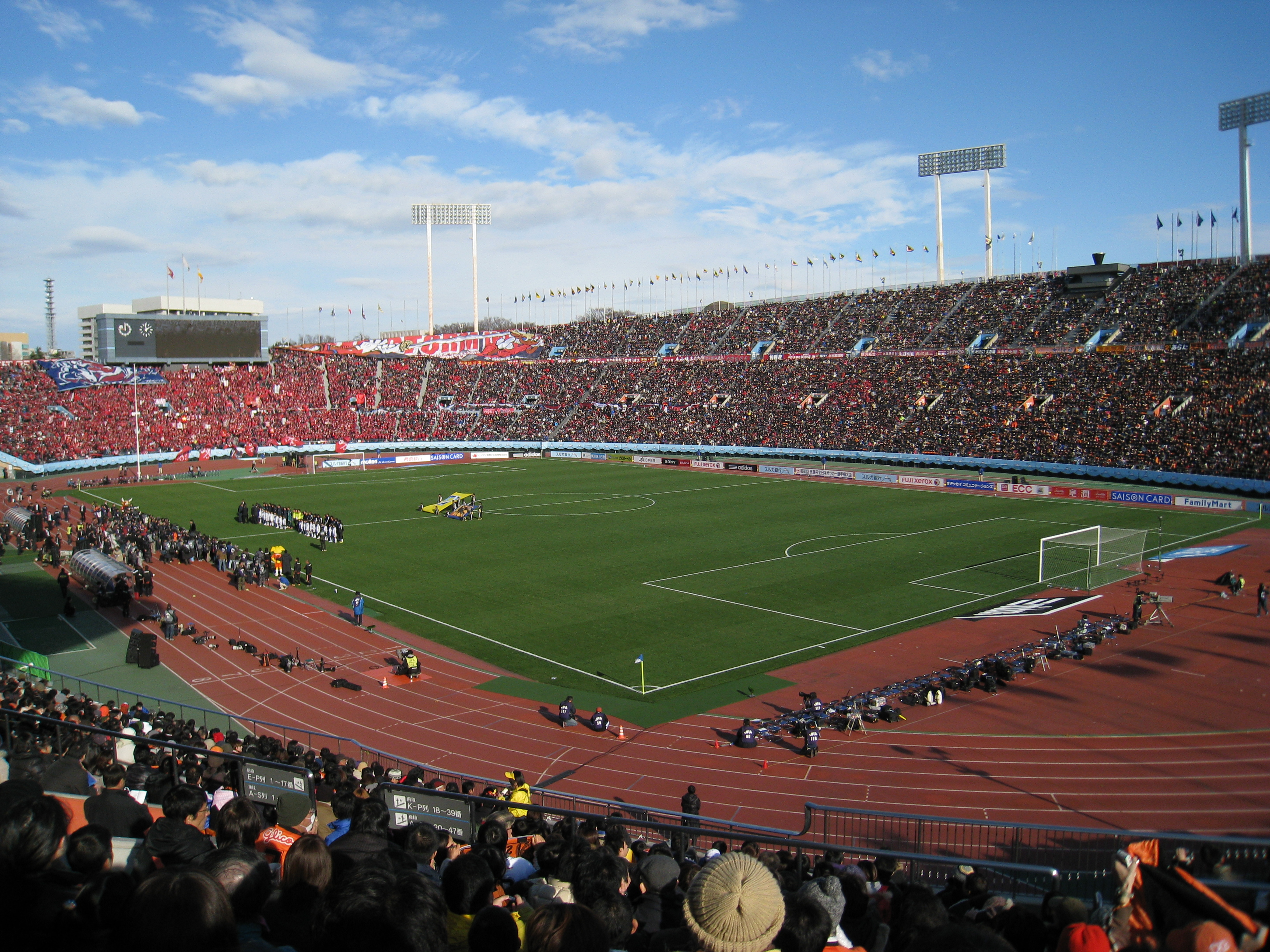
Olympijský stadion v Tokiu

3. mistrovství světa v atletice se konalo ve dnech 23. srpna – 1. září 1991 v japonském Tokiu na olympijském stadionu, kde se mj. konaly letní olympijské hry v roce 1964.
Na programu bylo celkově 43 disciplín (24 mužských a 19 ženských). Na šampionátu byly vytvořeny tři nové světové rekordy. Postarali se o ně Američané, sprinter Carl Lewis (100 m), Mike Powell v dálce a mužské americké kvarteto ve štafetě na 4×100 metrů. Nejúspěšnější atletkou se stala Němka Katrin Krabbeová, která vybojovala dvě zlaté a dvě bronzové medaile.

## Československá účast
Československým atletům se v Tokiu nepodařilo vybojovat cenný kov. Nejblíže zisku medaile byl desetibojař Robert Změlík, který nasbíral celkově 8 379 bodů a obsadil konečné 4. místo. Na bronzovou medaili, kterou získal Němec Schenk, ztratil 15 bodů. Trojí zastoupení mělo Československo v chůzi na 20 i na 50 km. Na kratší vzdálenosti dosáhl nejlepšího výsledku Igor Kollár, který byl třináctý. Patnáctý byl Roman Mrázek a sedmnáctý Pavol Blažek. V chůzi na 50 km byl nejlepší Pavol Szikora, který závod dokončil na 16. místě. Na 24. místě v čase 2.26:56 doběhl Martin Vrábeľ v maratonu.
V technických disciplínách se naopak československým atletům nedařilo. Kvalifikací neprošli výškař Róbert Ruffíni, tyčkař Zdeněk Lubenský, dálkař Milan Gombala, trojskokan Ján Čado, koulař Karel Šula, diskař Imrich Bugár i oštěpař Jan Železný.
Mezi ženami zaznamenala nejlepší umístění výškařka Šárka Nováková, která ve finále obsadila výkonem 190 cm 9. místo. Chodkyně Ivana Brozmanová dokončila desetikilometrový závod na 26. místě.

## Medailisté

### Muži
| Soutěž            | Zlato                                                                         | Stříbro                                                                            | Bronz                                                                                |
| ----------------- | ----------------------------------------------------------------------------- | ---------------------------------------------------------------------------------- | ------------------------------------------------------------------------------------ |
| 100 m             | Carl Lewis 9,86                                                               | Leroy Burrell 9,88                                                                 | Dennis Mitchell 9,91                                                                 |
| 200 m             | Michael Johnson 20,01                                                         | Frankie Fredericks 20,34                                                           | Atlee Mahorn 20,49                                                                   |
| 400 m             | Antonio Pettigrew 44,57                                                       | Roger Black 44,62                                                                  | Danny Everett 44,63                                                                  |
| 800 m             | Billy Konchellah 1:43,99                                                      | José Luíz Barbosa 1:44,24                                                          | Mark Everett 1:44,67                                                                 |
| 1500 m            | Noureddine Morceli 3:32,84                                                    | Wilfred Kirochi 3:34,84                                                            | Hauke Fuhlbrügge 3:35,28                                                             |
| 5000 m            | Yobes Ondieki 13:14,45                                                        | Fita Bayisa 13:16,64                                                               | Brahim Boutayeb 13:22,70                                                             |
| 10 000 m          | Moses Tanui 27:38,74                                                          | Richard Chelimo 27:39,41                                                           | Khalid Skah 27:41,74                                                                 |
| Maraton           | Hiromi Taniguči 2.14:57                                                       | Ahmed Salah 2.15:26                                                                | Steve Spence 2.15:36                                                                 |
| 110 m př.         | Greg Foster 13,06                                                             | Jack Pierce 13,06                                                                  | Tony Jarrett 13,25                                                                   |
| 400 m př.         | Samuel Matete 47,64                                                           | Winthrop Graham 47,74                                                              | Kriss Akabusi 47,86                                                                  |
| 3000 m př.        | Moses Kiptanui 8:12,59                                                        | Patrick Sang 8:13,44                                                               | Azzedine Brahmi 8:15,54                                                              |
| Štafeta 4 × 100 m | USA 37,50 Andre Cason Leroy Burrell Dennis Mitchell Carl Lewis                | Francie 37,87 Max Morinière Daniel Sangouma Jean-Charles Trouabal Bruno Marie-Rose | Spojené království 38,09 Tony Jarrett John Regis Darren Braithwaite Linford Christie |
| Štafeta 4 × 400 m | Spojené království 2:57,53 Roger Black Derek Redmond John Regis Kriss Akabusi | USA 2:57,57 Andrew Valmon Quincy Watts Danny Everett Antonio Pettigrew             | Jamajka 3:00,10 Patrick O'Connor Devon Morris Winthrop Graham Seymour Fagan          |
| Chůze na 20 km    | Maurizio Damilano 1.19:37                                                     | Michail Ščennikov 1.19:46                                                          | Jevgenij Misjulja 1.20:22                                                            |
| Chůze na 50 km    | Alexandr Potašov 3.53:09                                                      | Andrej Perlov 3.53:09                                                              | Hartwig Gauder 3.55:14                                                               |
| Skok do výšky     | Charles Austin 2,38 m                                                         | Javier Sotomayor 2,36 m                                                            | Hollis Conway 2,36 m                                                                 |
| Skok o tyči       | Sergej Bubka 5,95 m                                                           | István Bagyula 5,90 m                                                              | Maxim Tarasov 5,85 m                                                                 |
| Skok daleký       | Mike Powell 8,95 m                                                            | Carl Lewis 8,91 m                                                                  | Larry Myricks 8,42 m                                                                 |
| Trojskok          | Kenny Harrison 17,78 m                                                        | Leonid Vološin 17,75 m                                                             | Mike Conley 17,62 m                                                                  |
| Vrh koulí         | Werner Günthör 21,67 m                                                        | Lars Arvid Nilsen 20,75 m                                                          | Oleksandr Klymenko 20,34 m                                                           |
| Hod diskem        | Lars Riedel 66,20 m                                                           | Erik de Bruin 65,82 m                                                              | Attila Horváth 65,32 m                                                               |
| Hod kladivem      | Jurij Sedych 81,70 m                                                          | Igor Astapkovič 80,94 m                                                            | Heinz Weis 80,44 m                                                                   |
| Hod oštěpem       | Kimmo Kinnunen 90,82 m                                                        | Seppo Räty 88,12 m                                                                 | Vladimir Sasimovič 87,08 m                                                           |
| Desetiboj         | Dan O'Brien 8 812 bodů                                                        | Mike Smith 8 549 bodů                                                              | Christian Schenk 8 394 bodů                                                          |

### Ženy
| Soutěž            | Zlato                                                                                      | Stříbro                                                                                         | Bronz                                                                                 |
| ----------------- | ------------------------------------------------------------------------------------------ | ----------------------------------------------------------------------------------------------- | ------------------------------------------------------------------------------------- |
| 100 m             | Katrin Krabbeová 10,99                                                                     | Gwen Torrenceová 11,03                                                                          | Merlene Otteyová 11,06                                                                |
| 200 m             | Katrin Krabbeová 22,09                                                                     | Gwen Torrenceová 22,16                                                                          | Merlene Otteyová 22,21                                                                |
| 400 m             | Marie-José Pérecová 49,13                                                                  | Grit Breuerová 49,42                                                                            | Sandra Myersová 49,78                                                                 |
| 800 m             | Lilija Nurutdinovová 1:57,50                                                               | Ana Fidelia Quirotová 1:57,55                                                                   | Ella Kovacsová 1:57,58                                                                |
| 1500 m            | Hassiba Boulmerka 4:02,21                                                                  | Taťána Dorovskichová 4:02,58                                                                    | Ljudmila Rogačovová 4:02,72                                                           |
| 3000 m            | Taťána Dorovskichová 8:35,82                                                               | Jelena Romanovová 8:36,06                                                                       | Susan Sirmaová 8:39,41                                                                |
| 10 000 m          | Liz McColganová 31:14,31                                                                   | Čung Chuan-ti 31:35,08                                                                          | Wang Siou-tching 31:35,99                                                             |
| Maraton           | Wanda Panfilová 2.29:53                                                                    | Sačiko Jamašita 2.29:57                                                                         | Katrin Dörreová 2.30:10                                                               |
| 100 m př.         | Ludmila Narožilenková 12,59                                                                | Gail Deversová 12,63                                                                            | Natalija Grygorjevová 12,69                                                           |
| 400 m př.         | Taťjana Ledovská 53,11                                                                     | Sally Gunnellová 53,16                                                                          | Janeene Vickersová 53,47                                                              |
| Štafeta 4 × 100 m | Jamajka 41,94 Dahlia Duhaneyová Juliet Cuthbertová Beverly McDonaldová Merlene Otteyová    | Sovětský svaz 42,20 Natalia Kovtunová Galina Malčuginová Jelena Vinogradovová Irina Privalovová | Německo 42,33 Grit Breuerová Katrin Krabbeová Sabine Richterová Heike Drechslerová    |
| Štafeta 4 × 400 m | Sovětský svaz 3:18,43 Taťjana Ledovská Ludmila Džigalovová Olga Nazarovová Olga Bryzginová | USA 3:20,15 Rochelle Stevensová Diane Dixonová Jearl Milesová Lillie Leatherwoodová             | Německo 3:21,25 Uta Rohländerová Katrin Krabbeová Christine Wachtelová Grit Breuerová |
| Chůze na 10 km    | Alina Ivanovová 42:57                                                                      | Madelein Svenssonová 43:13                                                                      | Sari Essayahová 43:13                                                                 |
| Skok do výšky     | Heike Henkelová 2,05 m                                                                     | Jelena Jelesinová 1,98 m                                                                        | Inga Babakovová 1,96 m                                                                |
| Skok daleký       | Jackie Joynerová-Kerseeová 7,32 m                                                          | Heike Drechslerová 7,29 m                                                                       | Larisa Běrežná 7,11 m                                                                 |
| Vrh koulí         | Chuang Č’-chung 20,83 m                                                                    | Natalja Lisovská 20,29 m                                                                        | Světlana Kriveljovová 20,16 m                                                         |
| Hod diskem        | Cvetanka Christovová 71,02 m                                                               | Ilke Wyluddaová 69,12 m                                                                         | Larisa Michalčenková 68,26 m                                                          |
| Hod oštěpem       | Sü Te-mej 68,78 m                                                                          | Petra Meierová 68,68 m                                                                          | Silke Renková 66,80 m                                                                 |
| Sedmiboj          | Sabine Braunová 6 672 bodů                                                                 | Liliana Năstaseová 6 493 bodů                                                                   | Irina Bělovová 6 448 bodů                                                             |

## Medailové pořadí
| Umístění | Stát           | Zlato | Stříbro | Bronz | Celkem |
| -------- | -------------- | ----- | ------- | ----- | ------ |
| 1.       | USA            | 10    | 8       | 8     | 26     |
| 2.       | Sovětský svaz  | 9     | 9       | 11    | 29     |
| 3.       | Německo        | 5     | 4       | 8     | 17     |
| 4.       | Keňa           | 4     | 3       | 1     | 8      |
| 5.       | Velká Británie | 2     | 2       | 3     | 7      |
| 6.       | Čína           | 2     | 1       | 1     | 4      |
| 7.       | Alžírsko       | 2     | 0       | 1     | 3      |
| 8.       | Jamajka        | 1     | 1       | 3     | 5      |
| 9.       | Finsko         | 1     | 1       | 1     | 3      |
| 10.      | Francie        | 1     | 1       | 0     | 2      |
| 10.      | Japonsko       | 1     | 1       | 0     | 2      |
| 12.      | Bulharsko      | 1     | 0       | 0     | 1      |
| 12.      | Itálie         | 1     | 0       | 0     | 1      |
| 12.      | Polsko         | 1     | 0       | 0     | 1      |
| 12.      | Švýcarsko      | 1     | 0       | 0     | 1      |
| 12.      | Zambie         | 1     | 0       | 0     | 1      |
| 17.      | Kuba           | 0     | 2       | 0     | 2      |
| 18.      | Kanada         | 0     | 1       | 1     | 2      |
| 18.      | Maďarsko       | 0     | 1       | 1     | 2      |
| 18.      | Rumunsko       | 0     | 1       | 1     | 2      |
| 21.      | Brazílie       | 0     | 1       | 0     | 1      |
| 21.      | Džibutsko      | 0     | 1       | 0     | 1      |
| 21.      | Etiopie        | 0     | 1       | 0     | 1      |
| 21.      | Namibie        | 0     | 1       | 0     | 1      |
| 21.      | Nizozemsko     | 0     | 1       | 0     | 1      |
| 21.      | Norsko         | 0     | 1       | 0     | 1      |
| 21.      | Švédsko        | 0     | 1       | 0     | 1      |
| 28.      | Maroko         | 0     | 0       | 2     | 2      |
| 29.      | Španělsko      | 0     | 0       | 1     | 1      |